# MED10
MED10 (англ. Mediator complex subunit 10) – білок, який кодується однойменним геном, розташованим у людей на 5-й хромосомі. Довжина поліпептидного ланцюга білка становить 135 амінокислот, а молекулярна маса — 15 688.
| 10         |  | 20         |  | 30         |  | 40         |  | 50         |
| ---------- |  | ---------- |  | ---------- |  | ---------- |  | ---------- |
| MAEKFDHLEE |  | HLEKFVENIR |  | QLGIIVSDFQ |  | PSSQAGLNQK |  | LNFIVTGLQD |
| IDKCRQQLHD |  | ITVPLEVFEY |  | IDQGRNPQLY |  | TKECLERALA |  | KNEQVKGKID |
| TMKKFKSLLI |  | QELSKVFPED |  | MAKYRSIRGE |  | DHPPS      |  |            |

A: Аланін

C: Цистеїн

D: Аспарагінова кислота

E: Глутамінова кислота

F: Фенілаланін

G: Гліцин

H: Гістидин

I: Ізолейцин

K: Лізин

L: Лейцин

M: Метіонін

N: Аспарагін

P: Пролін

Q: Глутамін

R: Аргінін

S: Серин

T: Треонін

V: Валін

Кодований геном білок за функцією належить до активаторів. 
Задіяний у таких біологічних процесах, як транскрипція, регуляція транскрипції. 
Локалізований у ядрі.